# Saori Ohmatsu
Saori Ohmatsu es una deportista japonesa que compitió en triatlón. Ganó una medalla de plata en el Campeonato Asiático de Triatlón de 2006.

## Palmarés internacional
| Campeonato Asiático | Campeonato Asiático | Campeonato Asiático | Campeonato Asiático |
| Año                 | Lugar               | Medalla             | Prueba              |
| ------------------- | ------------------- | ------------------- | ------------------- |
| 2006                | Jiayuguan (China)   | Medalla de plata    | Individual          |